# Rudy Pevenage
Rudy Pevenage, né le 15 juin 1954 à Moerbeke, est un coureur cycliste et dirigeant d'équipe cycliste belge. 

## Biographie
Il a été coureur cycliste professionnel de 1976 à 1988. Il a participé à 4 Tours de France et a gagné la 2e étape du Tour de France 1980, cela lui permit de porter pendant 9 jours le maillot jaune de l'étape 3 à l'étape 10. Il gagna le maillot vert du classement par points de cette année.
Il resta dans le monde de la course en faisant partie de l'encadrement de l'équipe Histor en 1989, La William de 1990 à 1993, Telekom de 1994 à 2002, Coast/Bianchi en 2003, et en 2006 de l'équipe T-Mobile. 
Il a été le mentor de Jan Ullrich.

### Scandale de dopage
Rudy Pevenage est licencié en juillet 2006 du poste de directeur sportif de la T-Mobile. Il est poursuivi par le parquet de Bonn (Allemagne) à la suite d'une enquête espagnole (affaire Puerto) pour utilisation de substances médicales dopantes. Son domicile a été perquisitionné en septembre 2006. Il aurait eu recours au service d'Eufemiano Fuentes, médecin espagnol au cœur d'un trafic de dopage sanguin. Le coureur Jan Ullrich est également poursuivi.

## Palmarès

### Palmarès amateur
- 1975
  - 2e du Tour du Limbourg amateurs
  - 2e du Grand Prix des Marbriers
- 1976
  - 2e du Tour des Flandres amateurs
  - 3e du Tour de Berlin
  - 3e de Courtrai-Gammerages
  - 3e du Circuit du Hainaut

### Palmarès professionnel
| - 1977 - Grand Prix E5 - Bruxelles-Biévène - 5e étape du Tour des Pays-Bas - 2e du Samyn - 3e du Circuit du Brabant occidental - 3e du Circuit de Flandre orientale - 3e du Tour des Pays-Bas - 3e de la Flèche de Leeuw - 7e de Paris-Bruxelles - 9e de Paris-Tours - 1978 - 5e étape de la Scottish Milk Race - 2e du Circuit des Ardennes flamandes - Ichtegem - 2e du Grand Prix de Francfort - 2e de la Scottish Milk Race - 2e de la Flèche de Leeuw - 3e du Tour du Limbourg - 3e du Tour des Pays-Bas - 1979 - Prologue du Tour d'Andalousie (contre-la-montre par équipes) - 2e du Tour de Suisse - 2e de la Flèche halloise - 3e du Circuit des frontières - 1980 - Circuit du Brabant occidental - Tour de France : - Classement par points - Classement des sprints intermédiaires - 2e étape - 2e de la Course des raisins - 6e du Rund um den Henninger Turm - 8e du Championnat de Zurich | - 1981 - Prologue de la Semaine catalane (contre-la-montre par équipes) - Tour du Nord-Ouest de la Suisse - Course des raisins - Circuit du Houtland - 2e du Grand Prix Jef Scherens - 4e de l'Amstel Gold Race - 4e de Paris-Bruxelles - 7e de la Flèche wallonne - 7e de Liège-Bastogne-Liège - 10e de Blois-Chaville - 1982 - Stadsprijs Geraardsbergen - 3e du Tour des Flandres - 4e de Paris-Bruxelles - 1983 - 2e du Stadsprijs Geraardsbergen - 3e de la Coppa Bernocchi - 1984 - 2e du Trophée Pantalica - 2e du GP Montelupo - 1985 - 2e étape du Tour d'Italie (contre-la-montre par équipes) - 9e du Championnat de Zurich - 1987 - 3e de la Gullegem Koerse |  |

### Résultats sur les grands tours

#### Tour de France
4 participations
- 1979 : 23e
- 1980 : 42e, vainqueur du  classement par points, du  classement des sprints intermédiaires et de la 2e étape,  maillot jaune durant 8 jours
- 1981 : 75e
- 1982 : 73e

#### Tour d'Italie
4 participations
- 1978 : abandon (15e étape)
- 1983 : 106e
- 1984 : 61e
- 1985 : 58e, vainqueur de la 2e étape (contre-la-montre par équipes)

#### Tour d'Espagne
2 participations
- 1983 : abandon (17e étape)
- 1984 : abandon (11e étape)